# Annaïg Butel
Ne doit pas être confondu avec Gwenaëlle Butel.
Pour les articles homonymes, voir Butel (homonymie).
Annaïg Butel (de son nom complet Annaïg Charlotte Thérèse Butel) est une footballeuse française née le 15 février 1992 à Ivry-sur-Seine. Elle évolue actuellement au poste de défenseure au FC Fleury 91. En équipe nationale, elle a évolué en catégorie U17, U19 et U20 et en équipe de France A.

## Biographie
Native d'Ivry-sur-Seine, elle commence le football à l'âge de six ans et joue dans les clubs de Château Landon et de Bagneaux Nemours Saint Pierre, deux clubs de Seine-et-Marne. Elle intègre ensuite le club historique du FCF Juvisy en 2007. Elle y dispute son premier match avec l'équipe première le 10 février 2008 en remplaçant Nelly Guilbert en 1/16 de finale du Challenge de France sur le terrain du COM Bagneux.
À la fin de cette saison, elle atteint la finale du Championnat d'Europe de football féminin des moins de 17 ans (défaite 3-0 contre l'Allemagne). Au printemps 2010, elle fait partie du groupe victorieux du Championnat d'Europe de football féminin des moins de 19 ans en Macédoine et dispute les cinq matches de l'équipe de France dans la compétition.
À peine deux semaines plus tard, elle est convoquée pour disputer la Coupe du monde de football féminin des moins de 20 ans 2010,. La France est éliminée dès la phase de poules à la différence de buts en raison d'une lourde défaite 4 à 1 contre le pays organisateur lors de la dernière journée.
Elle découvre la Ligue des champions avec Juvisy lors de la saison 2010-2011. Titulaire indiscutable au sein du club essonien elle attendra avec l'équipe du FCF Juvisy les demi-finales de la Ligue des Champions en 2013 où elles seront éliminées par l'Olympique Lyonnais.
Convoquée en avril 2013 avec l'Équipe de France A, elle a honoré sa première sélection avec les Bleues le 4 avril 2013.
En avril 2015, elle est sélectionnée dans la liste des 23 joueuses qui iront à la Coupe du monde au Canada.
En 2023, elle quitte le Paris FC (ex-Juvisy) pour rejoindre le Washington Spirit en NWSL. Elle atteint la finale du championnat en 2024. Elle revient en France en 2025, et signe au FC Fleury 91.

## Statistiques

### Club
| Saison                | Club                  | Championnat           | Championnat | Championnat | Coupe(s) nationale(s) | Coupe(s) nationale(s) | Compétition(s) continentale(s) | Compétition(s) continentale(s) | Compétition(s) continentale(s) | Total | Total |
| Saison                | Club                  | Division              | M.          | B.          | M.                    | B.                    | Comp.                          | M.                             | B.                             | M.    | B.    |
| 2007-2008             | FCF Juvisy Essonne    | D1                    | 2           | 0           | 1                     | 0                     | -                              | -                              | -                              | 3     | 0     |
| 2008-2009             | FCF Juvisy Essonne    | D1                    | 14          | 0           | 3                     | 0                     | -                              | -                              | -                              | 17    | 0     |
| 2009-2010             | FCF Juvisy Essonne    | D1                    | 18          | 0           | 4                     | 0                     | -                              | -                              | -                              | 22    | 0     |
| 2010-2011             | FCF Juvisy Essonne    | D1                    | 19          | 0           | 3                     | 0                     | WCL                            | 9                              | 0                              | 31    | 0     |
| 2011-2012             | FCF Juvisy Essonne    | D1                    | 22          | 0           | 3                     | 0                     | -                              | -                              | -                              | 25    | 0     |
| 2012-2013             | FCF Juvisy Essonne    | D1                    | 20          | 0           | 2                     | 0                     | WCL                            | 7                              | 0                              | 29    | 0     |
| 2013-2014             | FCF Juvisy Essonne    | D1                    | 20          | 0           | 5                     | 0                     | -                              | -                              | -                              | 25    | 0     |
| 2014-2015             | FCF Juvisy Essonne    | D1                    | 21          | 2           | 4                     | 2                     | -                              | -                              | -                              | 25    | 4     |
| 2015-2016             | FCF Juvisy Essonne    | D1                    | 8           | 0           | 0                     | 0                     | -                              | -                              | -                              | 8     | 0     |
| 2016-2017             | FCF Juvisy Essonne    | D1                    | 21          | 4           | 3+                    | 3                     | -                              | -                              | -                              | 24    | 7     |
| 2017-2018             | FCF Juvisy Essonne    | D1                    | 22          | 0           | 2                     | 3                     | -                              | -                              | -                              | 24    | 3     |
| 2018-2019             | FCF Juvisy Essonne    | D1                    | 16          | 0           | 2                     | 0                     | -                              | -                              | -                              | 18    | 0     |
| 2019-2020             | FCF Juvisy Essonne    | D1                    | 16          | 1           | 1                     | 0                     | -                              | -                              | -                              | 17    | 1     |
| 2020-2021             | FCF Juvisy Essonne    | D1                    | 17          | 2           | 1                     | 0                     | -                              | -                              | -                              | 18    | 2     |
| 2021-2022             | FCF Juvisy Essonne    | D1                    | 19          | 1           | 3                     | 1                     | -                              | -                              | -                              | 22    | 2     |
| 2022-2023             | FCF Juvisy Essonne    | D1                    | 17          | 0           | 1                     | 0                     | WCL                            | 2                              | 0                              | 20    | 0     |
| Total sur la carrière | Total sur la carrière | Total sur la carrière | 272         | 10          | 38                    | 9                     | -                              | 18                             | 0                              | 328   | 19    |

### Sélection
| Sélection | Année | Statistiques | Statistiques |
| Sélection | Année | Matchs       | Buts         |
| --------- | ----- | ------------ | ------------ |
| France    | 2013  | 1            | 0            |
| France    | 2014  | 2            | 0            |
| France    | 2015  | 5            | 0            |
| Total     | Total | 8            | 0            |